# Eugenio Garrone
Eugenio Garrone (Vercelli, 19 ottobre 1888 – Salisburgo, 6 gennaio 1918) è stato un militare italiano.
Ferito gravemente sul Monte Grappa dove perse la vita il fratello Giuseppe, morì poche settimane dopo all'ospedale di Salisburgo. Fu insignito della Medaglia d'oro al valor militare.

## Biografia
Eugenio Garrone nacque a Vercelli, quartogenito del matematico Luigi Garrone (nativo di Livorno Vercellese, oggi Livorno Ferraris, e di umili origini) e di Maria Ciaudano, borghese di «buona cultura e saldissima tempra». I genitori si conobbero a Vercelli dove si sposarono il 10 agosto 1880, dando alla luce sei figli: Margherita – madre dei magistrati Alessandro e Carlo Galante Garrone –, Angiolina, Giuseppe, Eugenio, Barbara e Maria.
Crebbe in una modesta casa di via dei Macelli. Molto legato al fratello sin dalla più tenera infanzia, sviluppò presto l'amore per la natura e per la poesia. Dotato di un'indole docile e malinconica, subì l'influenza di Giuseppe, spirito orgoglioso e pratico, che lo indirizzò verso un forte patriottismo. Già adolescenti cantavano insieme l'Inno ad Oberdan. Negli stessi anni la famiglia si trasferì al numero 14 di via Santa Caterina, un tempo sede del convento di Sant'Agata.
Finite le scuole, Neno – com'era affettuosamente chiamato – si iscrisse alla facoltà di Giurisprudenza dell'Università di Torino, fondando negli stessi anni, assieme al fratello e a un gruppo di amici, la Sezione Universitaria del Club alpino italiano (Sucai). Negli anni dell'università strinse amicizia con Arturo Carlo Jemolo, che lo ricorderà come un giovane «sensibilissimo ad ogni manifestazione del bello, nella musica, nelle arti figurative, nella poesia e nel romanzo». Dopo la laurea licenziò alcune pubblicazioni, la più nota e significativa delle quali è il Contributo alla teorica della domanda giudiziale (1910), saggio vertente su tematiche di diritto processuale civile. Lo stesso anno vinse il concorso come segretario di ministero e fu impiegato come funzionario alla Pubblica istruzione.
Quando l'Italia entrò in guerra i due fratelli decisero di partire per il fronte. Riformati alla leva per «esilità toracica», non pensarono nemmeno un istante di abbandonare il progetto. Eugenio passò il periodo di addestramento al castello di Moncalieri. Nominato sottotenente di Milizia Territoriale nel 3º Reggimento Alpini, fu a Vallarsa e poi sul Pasubio, dove fu ferito una prima volta. Negli anni di guerra scrisse, come Giuseppe, molte lettere alla famiglia. All'inizio del 1917 venne nuovamente ferito e ricoverato all'ospedale di Vercelli. Con la promozione a tenente, fece parte del battaglione Tolmezzo dell'8º Reggimento, riunendosi con il fratello. Il 14 dicembre 1917 era sul Monte Grappa assieme a Giuseppe, che morì tra le sue braccia, mentre Eugenio, trasportato in gravi condizioni all'ospedale di Innsbruck e poi a quello di Salisburgo, morì il 6 gennaio 1918.

## Onorificenze
Tre anni dopo la morte, un Regio Decreto del 2 giugno 1921 gli conferiva la Medaglia d'oro al valor militare in qualità di tenente nella 6ªCompagnia dell'8º Reggimento Alpini:
— Coston di Lora, settembre 1916; Dosso Faiti, maggio 1917; Col della Berretta, 14 dicembre 1917

### Riconoscimenti
- Billiemme (VC) ha dedicato ai due fratelli medaglia d'oro al valor militare un monumento.
- Nel 1935 il governatorato di Roma, retto da Francesco Boncompagni Ludovisi, dedicò ai due fratelli la nuova scuola elementare al Lido di Roma.